# 어린 신부
"어린 신부"는 2004년 상반기에 개봉한 대한민국의 코믹 로맨스 영화이다.

## 출연자

### 주인공
- 김래원 (아역: 손하루) : 박상민
- 문근영 (아역: 정나윤) : 서보은

### 조연 배우
- 김인문 : 보은 조부
- 한진희 : 상민 부
- 김혜옥 : 상민 모
- 송기윤 : 서보은 부
- 선우은숙 : 서보은 모
- 안선영 : 담임 선생님 김샘
- 윤찬 : 용주 - 상민 친구
- 김한 : 영철 - 상민 친구
- 박진우 : 정우 - 보은 선배. 야구부 주장
- 신세경 : 혜원 - 보은 친구
- 류덕환 : 동구 - 보은 동생

### 단역
- 이설빈 : 공주파 1
- 우경진 : 공주파 2
- 단지 : 공주파 3
- 정성갑 : 교장 선생님
- 한준수 : 신혼 남
- 진경 : 신혼 녀
- 김진양 : 아줌마 1
- 홍혜령 : 아줌마 2
- 민병애 : 아줌마 3
- 야구선수 1 : 임관우
- 김민정 : 여학생 1
- 황우정 : 여학생 2
- 이경진 : 여학생 3
- 신승우 : 경찰 1
- 최광호 : 경찰 2
- 김홍겸 : 경찰 3
- 윤서현 : 해병대 1
- 이창호 : 해병대 2
- 최장헌 : 해병대 3
- 유순일 : 해병 전령
- 김영준 : 건달 1
- 박재웅 : 건달 2
- 노경수 : 건달 3
- 김준수 : 동구 친구 1
- 김현수 : 동구 친구 2
- 이지영 : 얼짱 여학생
- 염미미 : 섹시녀
- 유중호 : 섹시녀 여인
- 이재석 : 호프집 종업원
- 최순식 : 거구 1
- 조택현 : 거구 2
- 김민주 : 신부

### 특별출연
- 김보경 : 지수 - 상민 선배
- 전원주 : 사진
- 김흥국 : 야구 해설자

## 같이 보기
- 어린이 신부